# Роберт Трамп
Роберт Стюарт Трамп (англ. Robert Stewart Trump; 26 серпня 1948, Нью-Йорк, Нью-Йорк, США — 15 серпня 2020, там саме) — американський бізнесмен й інвестор. Молодший брат президента США Дональда Трампа, відданий прихильник політичної кар'єри брата.
У 1999—2020 роках — член ради директорів ZeniMax Media, материнської компанії Bethesda Softworks. Крім того, був інвестором компанії.
Був президентом компанії Trump Management, що належить його братам і сестрам. Певний час займався девелопментом нерухомості.

## Молодість й освіта
Народився у Квінзі 26 серпня 1948 року в родині Фреда Трампа та Мері Енн Маклауд. Був наймолодшим серед п'ятьох дітей: Маріенн, Фред молодший, Елізабет і Дональд. Він закінчив школу святого Пола в Гарден-Сіті, Лонг-Айленд. Навчався в Бостонському університеті на економічному факультеті. У студентські роки грав у футбол, 1969 року був капітаном команди і здобув титул найціннішого гравця.

## Кар'єра
Приєднався до бізнесу свого батька та став керувати нерухомістю Trump Organization за межами Мангеттену.
Після загибелі Марка Г. Етесса у жовтні 1989 року під час аварії гелікоптера на Гарден-Стейт-Парквей у Лейсі Тауншипі, Нью-Джерсі, Дональд Трамп призначив Роберта Трампа на колишню посаду Етесса. Етесс був топменеджером «Trump Taj Mahal», координатором спеціальних спортивних заходів Роберта Трампа, і займався суперугодами у спорті та розвагах для Дональда Трампа.
Через занепокоєння насильницькими відеоіграми, після бійні в школі Колумбайн 1999 року, «політичних світил», зокрема Роберта Трампа, додали до ради директорів ZeniMax Media, материнської компанії Bethesda Softworks, де він перебував до своєї смерті 2020 року. Під час його перебування на посаді директора ZeniMax вийшло кілька серій ігор, зокрема «Fallout», «The Elder Scrolls», «Doom» і «Wolfenstein». Його роль у компанії була висвітлена ЗМІ після стрілянини в школі у Паркленді, коли його брат пов'язав відеоігри з насильством і згодом зустрічався з різними керівниками галузі, зокрема Робертом Альтманом, головним виконавчим директором ZeniMax. Роберт також був інвестором компанії.
Був президентом Trump Management, Inc., компанії Фреда Трампа, яка пізніше належала суродженцям Трампа, зокрема Дональду та Роберту, а також їхнім сестрам Маріенн Трамп-Баррі й Елізабет Трамп-Грау. Певний час займався девелопментом нерухомості.

### Позов щодо книги Мері Трамп
У червні 2020 року подав позов, намагаючись перешкодити майбутньому виходу книги своєї племінниці Мері Л. Трамп «Too Much and Never Enough». Позов ґрунтувався на угоді 2001 року про конфіденційність, яку Мері Трамп підписала під час врегулювання позову щодо заповіту та майна її діда, Фреда Трампа.
У липні 2020 року суддя Верховного суду Нью-Йорка Гел Б. Грінволд постановив, що видавець книги Simon & Schuster не є стороною угоди про нерозголошення 2001 року, і його права на публікацію книги не обмежуються цією угодою. Грінволд підтвердив, що за контрактом з видавцем Мері Трамп не мала можливості зупинити випуск на той момент. Книга вийшла 14 липня 2020 року.

## Особисте життя
Жив у Міллбруку, штат Нью-Йорк. 2012 року Блейн Трамп виставила на продаж особняк у Міллбруку за 17,5 мільйонів доларів.
1984 року одружився з Блейн Берд, з якою познайомився на зборі коштів Крістіз. Мав пасерба Крістофера Трампа-Ретчина. У жовтні 2004 року Блейн передозувала таблетки, внаслідок чого її ушпиталили в лікарню Маунт-Синай. Причиною стала покупка чоловіка будинку на Лонг-Айленді за 3,7 мільйона доларів для своєї секретарки та тодішньої коханки Енн Марі Паллан. З 2007 року почалася затяжна розлучна боротьба, яка тривала до досягнення 2010 року таємної угоди.
2006 року пара розлучилися, вони виставили на продаж свою недобудовану кооперативну резиденцію площею 6500 квадратних футів, що складається з трьох квартир, на трьох поверхах.
У січні 2020 року одружився з Енн Марі Паллан. Тривалий час товаришував з Робертом Альтманом.

### Стосунки з братом Дональдом
1990 року Дональд Трамп призначив Роберта керувати казино «Trump Taj Mahal» в Атлантік-Сіті, Нью-Джерсі. Казино зіткнулося зі значними проблемами під час урочистого відкриття, особливо з фінансовим контролем ігрових автоматів, на вирішення яких знадобилися місяці. За словами колишнього керівника Trump Organization Джека О'Доннелла на одній із зустрічей «Дональд Трамп кричав на свого брата, повністю поклавши відповідальність за провал на нього».
Залишався вірним прихильником політичної кар'єри Дональда Трампа. Коментатор Fox Ерік Боллінг після смерті Роберта заявив, що він і його дружина Енн Марі Паллан були рішучими прихильниками Дональда. Сам Дональд заявив на «Fox&Friends», що Роберт був його найбільшим шанувальником і що він чув про величезну підтримку Роберта від інших.

## Хвороба і смерть
У серпні 2020 року ABC News повідомило, що Трампа ушпиталили до лікарні Маунт-Синай на Мангеттені після його перебування понад тиждень у відділенні інтенсивної терапії у червні. Того дня його відвідав Дональд Трамп, який пізніше заявив, що Роберт серйозно хворий і йому «важко». Роберт Трамп помер у лікарні на Мангеттені наступного дня, 15 серпня 2020 року. «Нью-Йорк таймс» процитував друга сім'ї, який заявив, що Трампа пережив геморагічний інсульт після падіння. Його племінниця Мері в інтерв'ю Грінпіс за кілька днів до його смерті сказала, що Роберт хворів і був ушпиталений «кілька разів за останні три місяці».
У письмовій заяві Дональд Трамп сказав: «Він був не просто моїм братом, він був моїм найкращим другом». Похорон відбулася 21 серпня 2020 року у Східній кімнаті, на якій були присутні 150 гостей. Це був перший випадок майже за століття, коли президент провів похорон у Східній кімнаті.

## Виноски
1. ↑  Крім загибелі 37-річного Марка Гросінгера Етесса з Маргейт-Сіті, в аварії гелікоптера 10 жовтня 1989 року загинули пілот Роберт Кент з Ронконкома і другий пілот Лоуренс Дінер з Вестбері, Джонатан Бенанав з Маргейт-Сіті і Стівен Гайд з Лінвуда. 33-річний Джонатан Бенанав працював виконавчим помічником менеджера та директором з готельних операцій у "Sands Hotel & Casino" в Атлантік-Сіті з червня 1982 до липня 1985 року, потім працював головним менеджером в "Airport Hilton" у Філадельфії. 1986 року влаштувався виконавчим віцепрезидентом "Trump Plaza Hotel and Casino". 43-річний Стівен Ф. Гайд був тихою людиною, уважною до деталей і очолював три об’єкти казино Трампа в Атлантик-Сіті. Аварія сталася о 13:40 приблизно за 1,21 км від атомної електростанції Oyster Creek[16][17].
2. ↑  Після поїздки 1987 року Дональда Трампа до Росії та відвідання Москви та Санкт-Петербурга почав організовувати спортивні заходи через представників Віктора Галаєва і «Совінтерспорт», що належав представнику КДБ Сергію Чемезову, який був монополістом на радянський спорт.[18]. Як офіцери КДБ, Володимир Путін і Чемезов, які були друзями, жили в одному будинку в Дрездені, коли у 1980-х роках заснували «Совінтерспорт»[19][20][21][22].